# Catihismul calvinic
Catihismul calvinic este un catehism protestant care a văzut lumina tiparului în satul Prisaca din Transilvania, în anul 1642. Ediția s-a tipărit după o traducere românească aparținând clericului Gheorghe de Secul, făcută după ediția de la Heidelberg din anul 1563.
Lucrarea este importantă deoarece a dat naștere unei reacții din partea Bisericii Ortodoxe din Țara Românească și Moldova, care a dus la redactarea de către mitropolitul Varlaam al Moldovei a lucrării polemice Răspuns împotriva Catihismușului calvinesc, care a fost tipărită la Mănăstirea Dealu, în anul 1645.

## Origine
Informații sumare despre această tipăritură sunt date de Mitropolitul Varlaam al Moldovei, în broșura Răspuns împotriva Catihismușului calvinesc.
Otveatnic, cartea ace să chiamâ Catehizmusu, carea cu voia și cu porunca Domnului creștinescu Racolți Gheorghi, Craiul Ardealului, Domnul părților Țărăei Ungurești și Săcuilor Șpan, carea s-au întorsu din limbă diecească și slovenească pre limba rumăneascâ, cu svatul și cu îndemnătura și cu cheltuiala Domniei lui Ciulai Gheorghi, păstoriul sufletescu a curței Mării Sale. Cu scrisoarea s-au ostenitu popa Gheorghi de Secul, și s-au izvodit în cetate în Belgradu (Alba Iulia) și s-au tipărit în sat în Prisacă. Meșterul tipariului au fost popa Dobrea din Țara Munteneascâ, și s-au început în luna lui Iul(ie) 5 dzile. și s-au săvărșit în luna lui Iul(ie) 25 dzile, în anul de la Facerea lumii 7148, de la Nașterea lui Hristos 1640.
Cartea s-a înscris în planul principelui Gheorghe Rákóczi I de răspândire a ideilor calviniste în rândul românilor din Transilvania, concretizat de asemenea în tipărirea Noul Testament de la Bălgrad.